# 狐狸和鶴
狐狸與鶴是伊索寓言中的故事之一，佩里索引編號為426。

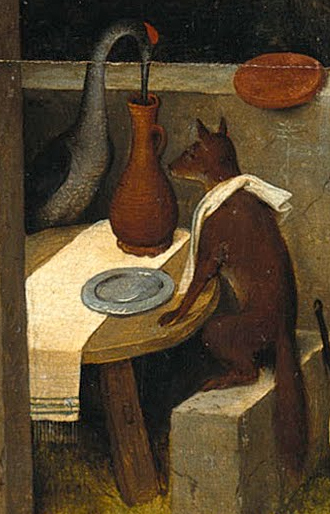
彼得·勃魯蓋爾《尼德蘭箴言》中的狐狸和鶴一起用餐

## 內容簡介
狐狸和鶴是一對工作上的搭擋。他們合作無間，賺得很多錢。但是有一天，他們因為工作上的瑣事而發生爭執，雙方不歡而散。
幾日後，鶴覺得自己的語氣太重了，有点后悔，便去找狐狸道歉。狐狸雖然表面上原諒了鶴，還表示要請他吃飯以示和好，但其實狐狸是心懷詭胎，要戲弄鶴，鶴却傻傻地答應了。
很快便到了晚上。狐狸一面奸笑，一面將煮好的肉湯倒進盘子中。鶴來到後，狐狸便擺出一副誠意相來招待鶴。這時鶴才發現狐狸这是在戲弄自己。眼見狐狸輕鬆地用舌頭喝乾淨了肉湯，而自己喝湯時，卻只能吃下細碎的肉粒、雜豆粒，而且湯汁不斷從喙邊滲出，鶴心中很不是味兒，他決意要給狐狸一個教訓。
過了幾日，鶴「禮尚往來」地請狐狸去吃飯。狐狸到後，鶴將魚肉湯倒入高杯中，結果這次換鶴吃得津津有味，狐狸卻因為杯子又高又窄，沒有辦法喝到湯，最終只能發呆。當狐狸問鶴為什麼這樣做時，鶴答道：「我這樣做，是想給你知道被作弄的滋味。你要知道，你想被尊重，你就得先尊重別人。」

## 教訓意義
騙子必須以欺騙作為回報，而行為須做到己所不欲，勿施於人。